# مقاطعة زيورخ
مقاطعة زيورخ (بالألمانية: Bezirk Zürich) هي مقاطعة ضمن كانتون زيورخ في سويسرا.

## أعلام
- آنا ماوريتسيو